# Aluniș, Prahova
Aluniș là một xã thuộc hạt Prahova, România. Dân số thời điểm năm 2002 là 3738 người.